# 池田俊彦 (軍人)
池田 俊彦（いけだ としひこ、1914年（大正3年）12月24日 - 2002年（平成14年）3月1日）は、昭和期の陸軍軍人。最終階級は陸軍歩兵少尉。二・二六事件に参加して首相官邸を襲撃した8人の将校の中でただ一人無期禁固の判決を受けて、唯ひとり死刑を免れた人物として知られる。

## 経歴
本籍地は鹿児島県。大阪市で生まれる。東京府立第六中学校（現在の東京都立新宿高等学校）を経て、1931年（昭和6年）4月に陸軍士官学校予科に入学。1935年（昭和10年）6月に陸軍士官学校第47期を270番/330名の成績で卒業。同年9月、歩兵少尉に任官、歩兵第1聯隊第1中隊附となる。
翌1936年（昭和11年）2月、機関銃隊附林八郎少尉（第47期）が栗原に共鳴して決起に参加することを告げたことから彼も参加を決意。二・二六事件では、第2小隊を率いて首相官邸を襲撃。同年2月29日を以って懲戒免官となり、同日付で正八位返上を命じられる。東京陸軍軍法会議において首相官邸を襲撃した8人の将校の中でただ一人無期禁錮の判決を受けた（他は死刑）。
千葉刑務所に収監。同じく収監されていた井上日召や四元義隆、橘孝三郎、佐野学、田中清玄に教えを受けたという。また朴烈事件の朴烈とも出会って交友を結んだと回顧録に記している。
1941年（昭和16年）12月31日に恩赦令により仮出所となる。翌1942年（昭和17年）6月に日綿実業に入社し、社員としてサイゴンに渡った。
終戦後には田中清玄の紹介で 三幸建設に入社。また、処刑された蹶起将校たちの遺志を伝えるべく数作の著書を出版した。特に、晩年には東京地方裁判所の地下倉庫に二・二六事件の判決正文があることを突き止め、当時撮影・複写が許されない中で元被告人という立場を利用して一字一字筆写し、『二・二六事件裁判記録 蹶起将校公判廷』として出版した。これは二・二六事件の第一級資料とされるものである。
1965年（昭和40年）に20名が処刑された陸軍衛戍刑務所の跡地に建立された二・二六事件の慰霊観音像（渋谷区宇田川町）へは亡くなる直前まで花をささげ、香を焚き続けた。
2002年（平成14年）、三鷹市の病院にて脳出血により死去。87歳没。

## NHK特集
池田はNHK特集「戒厳指令　交信ヲ傍受セヨ　～二・二六事件秘録～」（1979年2月26日放送）に出演し、戒厳司令部が傍受・録音した栗原と何者かとの会話について語っている（この時池田は、相手は亀川哲也だと推測していたが、後述の番組において斎藤瀏であることが判明した）。
上記番組の続編にあたる「二・二六事件　消された真実･･･陸軍軍法会議秘録」（1988年2月21日放送）の内容については当事者の立場からこれを厳しく批判し、同年「文藝春秋」5月号などで反論している。

## 著書
- 生きている二・二六 （文藝春秋、1987年2月）ISBN 4163413502
- 生きている二・二六 （筑摩書房〈ちくま文庫〉、2009年2月）ISBN 4480425721
- その後の二・二六―獄中交遊録 （東林出版社、1997年7月）ISBN 492478611X
- 二・二六事件裁判記録―蹶起将校公判廷 (編著：原書房、1998年2月）ISBN 4562030690